# I Love to Boogie
"I Love to Boogie" é uma canção da banda britânica de rock T. Rex, escrita por Marc Bolan e lançada como single em 5 de junho de 1976 pela EMI Records. Foi gravada em maio de 1976. Mais tarde, apareceu no álbum Dandy in the Underworld. Seu lado B, "Baby Boomerang", foi retirado do álbum The Slider (1972). "I Love to Boogie" está entre as canções mais populares do T. Rex
A canção foi gravada e mixada em um único dia pelo engenheiro de áudio Ian Maidman, no Decibel Studios, em Londres. Esteve na tabela musical britânica por nove semanas, chegando ao 13º lugar.
A canção foi lançada em meio a controvérsias devido à sua semelhança com "Teenage Boogie", de Webb Pierce, levando aos fãs de rockabilly a tentar queimar cópias do single em um pub no sudeste de Londres. Geoff Barker reclamou que "as gravações são tão parecidas que não pode ser uma coincidência". Quando entraram em contato com Bolan, o empresário de Bolan, Tony Howard, contratou um musicólogo para analisar as duas canções. O musicólogo observou que "Teenage Boogie" foi baseado em um riff que já existia muito antes da canção ser escrita.